# Éric Landry
Éric Landry (Gatineau, 20 gennaio 1975) è un allenatore di hockey su ghiaccio ed ex hockeista su ghiaccio canadese.
In carriera ha giocato in National Hockey League, nella Kontinental Hockey League ed in Lega Nazionale A.

## Carriera

### Giocatore
Nato a Gatineau, Landry giocò nella squadra juniores degli Abitibi-Temiscamingue Forestiers, per poi passare ai St. Hyacinthe Laser, formazione militante nella Quebec Major Junior Hockey League (QMJHL). In sole due stagioni complete mise a segno 163 punti in 149 partite disputate, rientrando nel 1994 nell'All-Rookie Star Team della lega.
Nonostante non sia mai stato selezionato nell'NHL Entry Draft, Landry riuscì a ritagliarsi uno spazio nell'hockey professionistico nordamericano. Nella stagione 1995–96 giocò per i Cape Breton Oilers, squadra della American Hockey League (AHL), mentre per la stagione successiva si trasferì agli Hamilton Bulldogs.
Il 20 agosto 1997 fu ingaggiato da free agent dall'organizzazione dei Calgary Flames. Per le due stagioni seguenti Landry si divise fra i Saint John Flames e Calgary, totalizzando 15 presenze con due punti in National Hockey League. Nel luglio del 1999 passò agli San Jose Sharks, i quali lo mandarono a giocare per tutta la stagione 1999-2000 nella formazione affiliata dei Kentucky Thoroughblades, in AHL. Nel 2000 cambiò ancora squadra, presso i Montreal Canadiens, dove giocò nelle due stagioni seguenti 53 partite di NHL con un bottino di 12 punti. Oltre a Montreal Landry giocò per le formazioni affiliate nella AHL, per due anni presso i Quebec Citadelles e per un anno presso gli Utah Grizzlies. Landry fu inoltre il primo giocatore nella storia dei Canadiens a vestire la maglia numero 78.
Nel 2003 Landry lasciò il Nordamerica per trasferirsi in Svizzera, nella Lega Nazionale A, dove per due anni militò nel Lausanne Hockey Club, raccogliendo 100 punti in 108 partite disputate. Nella stagione 2005-06 passò all'EHC Basel, mentre l'anno successivo da novembre fino alla fine della stagione giocò per il SC Bern.
Nel 2007 Landry si trasferì in Russia, per andare a giocare per due stagioni con la Dinamo Mosca. Con la squadra della Kontinental Hockey League raccolse 62 punti in 103 partite disputate, vincendo inoltre la Coppa Spengler del 2008. Nella stagione 2009-10 invece giocò per l'Atlant Mytišči, altra formazione della KHL.
Dopo tre stagioni trascorse in Russia il 29 settembre 2010 l'HC Ambrì-Piotta ufficializzò l'ingaggio del giocatore canadese. In 31 incontri disputati mise a segno 24 punti, attirando l'interesse degli Hamburg Freezers, squadra della DEL, ma alla fine giunse il prolungamento del contratto valido per la stagione 2011-12.

### Allenatore
Al termine del contratto con l'Ambrì-Piotta Landry annunciò il ritiro dall'attività per accettare l'incarico di vice allenatore dei Gatineau Olympiques, squadra della Quebec Major Junior Hockey League.
Ha fatto ritorno in Svizzera nel 2020, come allenatore capo dei Ticino Rockets.

## Palmarès

### Club
- Coppa Spengler: 1

Dinamo Mosca: 2008

### Nazionale
- Deutschland Cup: 1

2005

### Individuale
- QMJHL All-Rookie Team: 1

1993-1994